# Дубровка (Яшкинський округ)
Дубро́вка (рос. Дубровка) — селище у складі Яшкинського округу Кемеровської області, Росія.

## Населення
Населення — 411 осіб (2010; 459 у 2002).
Національний склад (станом на 2002 рік):
- росіяни — 92 %